# Тюрьма Великада
Тюрьма Великада англ. Welikada Prison (также известная как англ. Magazine Prison) это тюрьма строгого режима, которая является крупнейшей тюрьмой Шри-Ланки.
Построена в 1841 году британскими колониальными властями под руководством губернатора Кэмерона. Огороженная территория имеет площадь 19 гектаров. В последние десятилетия тюрьма переполнена — на 2010 год в ней содержалось около 1700 заключённых, что превышает нормы и расчётные данные, на основании которых она планировалась и строилась. Имеется собственная виселица (хоть она и не используется с 1959 года, а первая виселица на территории была построена 25 мая 1871 года) и собственная больница. Тюрьма находится в ведении Департамента тюрем Шри-Ланки. С 1911 года имеется собственная типография, используемая для нужд правительства (в 1911 на ней работало 200 заключённых). В 1926 году в тюрьме был зарегистрирован первый в мире отряд скаутов из молодых правонарушителей.
После попытки военного переворота в 1962 году для арестованных военных и полицейских был создан специальный корпус тюрьмы, так называемый Magazine, где они ожидали приговора суда. Охраной этого корпуса занимались военнослужащие Лёгкой пехоты Цейлона с майором Хулангвамува во главе.
В 1983 году во время Чёрного июля произошли события, получившие название «Бойня в тюрьме Великада». Между 25 и 27 июля 53 тамила-заключённых были убиты другими заключёнными. Дело получило широкую огласку, было под контролем генерального прокурора страны и закончилось смертными приговорами. В 1988 году из-за невыносимых условий в тюрьме вспыхнул бунт, в ходе которого смогли бежать 221 заключённый, среди которых были осуждённые по акту о терроризме.
В 2006 году женская часть тюрьмы была передана СИЗО Magazine, однако уже в 2008 году она была передана обратно тюрьме.
В 2012 году снова вспыхнул бунт с человеческими жертвами (27 погибших), через несколько дней после объявления о возобновлении казни через повешение. Бунт произошёл во время рейда по поиску запрещённых предметов, так же как и предыдущие бунты в январе 2012 года (29 раненных) и в 2010 году (пострадало более 50 полицейских и охранников).

## Основные функции тюрьмы Великада
- Содержания заключённых до вынесения приговора.
- Классификация осуждённых: приём и передача их в соответствующих места лишения свободы.
- Содержание осуждённых.
- Содержание подозреваемых судов Кесбева и Моратува.
- Обеспечение профессиональной подготовки заключённых.
- Помощь в реабилитации заключённых.

## Известные заключённые
- Д. С. Сенанаяке — национальный герой, борец за независимость и первый премьер-министр Цейлона
- Ф. Р. Сенанаяке — национальный герой и борец за независимость
- Капитан Генри Педрис — национальный герой и мученик движения за независимость
- Анагарика Дхармапала — национальный герой, борец за независимость и ведущая фигура в возрождении буддизма
- Полковник Ф. С. де Сарам — лидер попытки военного переворота 1962 года
- Бомбардир Гратьен Фернандо — лидер мятежа Кокосовых островов
- Дуглас Девананда — тамильский политик и министр.
- Суреш Перера — бывший игрок в крикет
- Сепала Эканаяке — угонщик самолёта
- Сарат Фонсека — бывший командующий армией и начальник штаба обороны, привёл армию к победе против ТОТИ